# Скруббер
Скруббер (англ. «scrubber», от англ. scrub — «скрести», «чистить») — устройство, используемое для очистки твёрдых или газообразных сред от примесей в различных химико-технологических процессах.

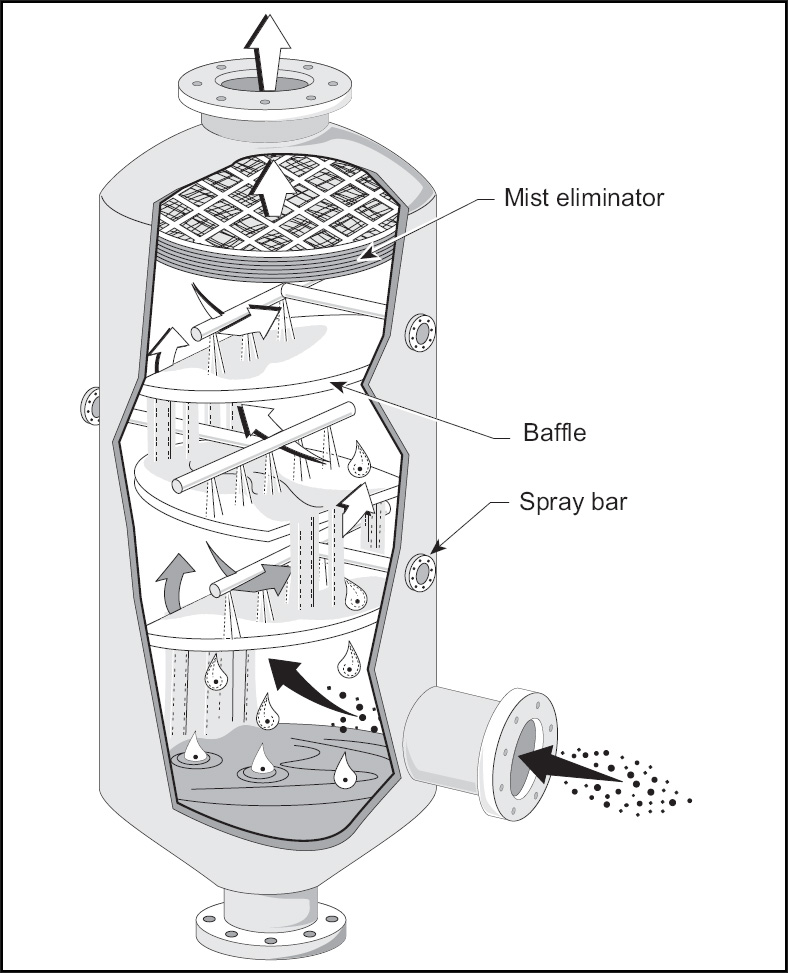
Скруббер

По видам применения выделяют два основных типа скрубберов:
- газоочистительные аппараты, основанные на промывке газа жидкостью;
- барабанные машины для промывки полезных ископаемых.

## Газоочистка
Назначение — улавливание из отводимых газов, от печей пыли, возгонов и оксидов селена, теллура, свинца и других элементов.
Очистка газов от примесей с помощью скрубберов относится к мокрым способам очистки. Этот способ основан на промывке газа жидкостью (обычно водой) при максимально развитой поверхности контакта жидкости с частицами аэрозоля и возможно более интенсивном перемешивании очищаемого газа с жидкостью. Данный метод позволяет удалить из газа частицы пыли, дыма, тумана и аэрозолей (обычно нежелательные или вредные) практически любых размеров.
Выделяют следующие виды скрубберов:
- башни с насадкой (насадочные скрубберы);
- орошаемые циклоны (центробежные скрубберы);
- пенные аппараты;
- скрубберы Вентури.

Основной недостаток этого способа газоочистки — образование больших объёмов шлама.
Действие аппаратов мокрой очистки газов основано на захвате частиц пыли жидкостью, которая уносит их из аппаратов в виде шлама. Процесс улавливания в мокрых пылеуловителях улучшается из-за конденсационного эффекта — укрупнение частиц пыли за счёт конденсации на них водяных паров.

## Промывка полезных ископаемых
В добывающей отрасли скрубберы широко применяются при улавливании продуктов коксования. В этом случае скруббер представляет собой барабан цилиндрической либо конической формы (барабанные промывочные машины), внутри которого с помощью спирали или лопастями перемещается и промывается водой требующий очистки материал. Глинистые примеси при этом размываются. Производительность современных скрубберов составляет до 200 т, время промывки 2—12 мин. при расходе воды — 3—6 м³/т.
Здесь выделяют следующие виды скрубберов:
- прямоточные, в которых материал и вода продвигаются в одном направлении от загрузки к выгрузке;
- противоточные, в которых вода вводится со стороны выгрузки и движется навстречу промываемому материалу.

Помимо промывки, скрубберы могут быть использованы и для грохочения материала, что реализуется путём присоединения к барабану конической перфорированной части для отделения воды и мелкого материала.